# Nuestra voz de tierra, memoria y futuro
Nuestra voz de tierra, memoria y futuro es una película documental colombiana de 1982 dirigida por Marta Rodríguez y Jorge Silva y protagonizada por Diego Vélez, Julián Avirama, Eulogio Gurrute y la comunidad indígena Coconuco. El documental registra la lucha de dicha comunidad indígena por preservar su territorio, que con el paso del tiempo fue cediendo terreno ante el avance de la civilización. La cinta ganó el premio India Catalina en las categorías de mejor película, mejor dirección, mejor música y mejor fotografía, además de participar en reconocidos festivales alrededor del mundo.